# لایم راک (کنتیکت)
لایم راک (به انگلیسی: Lime Rock) یک منطقهٔ مسکونی در ایالات متحده آمریکا است که در کنتیکت واقع شده‌است.